# 吴伟英
吴伟英（1969年1月19日—），中国足球运动员，中国国家女子足球队成员，司职右前锋。她曾参加1991年FIFA女子世界杯。她也参加了1990年亚洲运动会女子足球比赛，获得一枚金牌。

## 足球生涯
吳偉英自小就喜愛足球，1984年入選中國國家女子足球隊。1986年亞足聯女子錦標賽，協助中國國家隊決賽2比0擊敗日本，首次奪得亞洲盃冠軍，並當選最佳運動員。1990年北京亞運會女子，奪得金牌。1991年女子世界盃，射入國家隊世界盃歷史第一個入球。時隔2年，世界大學生運動會嘅足球決賽擊敗美國隊，奪得第一個世界大賽嘅冠軍。
退役之後，廣東省體育局度工作，一直到2014年轉入校園足球。

## 個人榮譽
- 1986年亞足聯女子錦標賽最佳球員